# Сезенків
Се́зенків —  село в Україні, у Баришівській селищній громаді Броварського району Київської області. Населення становить 558 осіб.

## З історії села
Згідно переказів попередником села Сезенків було село Липове, котре було розташоване недалеко заплави р. Трубіж. Під час повстання українського народу весною 1630 року проти польської шляхти під супроводом Трясила село було спалене. Урочище до цього часу називається «Липове». Після цього козак Сезан Цвілій  на правому березі річки Красилівка заснував нове село Сезенків. Дата заснування 1631 рік. Від тоді в селі проживає багато сімей з прізвищем Цвілій.
Не дивлячись на значний вік, село не розросталось і не розвивалось. Причиною цього можна вважати незначну кількість орної землі, адже кругом була болотиста місцевість між річками Красилівка, Стара Красилівка та Трубіж. Значна частина землі знаходилася у власності церкви. До цього часу збереглися урочища з назвами Поповщина, Церківна, Чернега. Село належало до Сулимівської Покровської церкви.
За Гетьманщини селище Сезенків входило до складу Баришівської сотні Переяславського полку.
Зі скасуванням козацького полкового устрою, селище перейшло до складу Остерського повіту Київського намісництва. За описом Київського намісництва 1781 року у Сезенкові була 41 хата.
Від початку XIX ст. село вже у складі Переяславського повіту Полтавської губернії.
Було приписане до Благовіщінської церкві у Баришівці
Є на мапі 1826-1840 років
1910 року - село Сезенкове Баришівської волості Переяславського повіту Полтавської губернії, 93 господарства, 520 мешканців.
Під час німецько-радянської війни більше 100 жителів села було призвано до лав РСЧА, більше 80 з них загинули в боях. Два роки було в окупації, з вересня 1941 по вересень 1943 року. В кінці 1945 року, на початку 1946 року повернулися фронтовики, які зразу ж приступили до відновлення колгоспу, відбудовувати тваринницькі приміщення, гаражі.
Після війни у 1950 році було реорганізовано колгосп у радгосп «Баришівський». В кінці 1960-х років в село було проведено радіо, освітлення.
У 1991-92 роках в селі Сезенків було збудовано для переселенців з зони ЧАЕС 220 будинків, школа на 190 учнів, медична амбулаторія, будинок культури, торговий центр, приміщення сільської ради, баня, відділ звʼязку на 300 абонементів. Село Сезенків стало другою батьківщиною для переселенців з зони ЧАЕС: смт. Поліського, сіл Королівка, Тараси, Грезля Поліського району. В село заселилося понад 500 осіб. 
До 12 червня 2020 року було центром Сезенківської сільської ради.

## Населення
Згідно з переписом УРСР 1989 року чисельність наявного населення села становила 321 особа, з яких 117 чоловіків та 204 жінки.
За переписом населення України 2001 року в селі мешкало 698 осіб.

### Мова
Розподіл населення за рідною мовою за даними перепису 2001 року:
| Мова       | Відсоток |
| ---------- | -------- |
| українська | 96,33 %  |
| російська  | 2,59 %   |
| вірменська | 0,54 %   |
| білоруська | 0,41 %   |
| польська   | 0,14 %   |